# 만흥항
만흥항은 전라남도 여수시 만덕동에 있는 어항이다. 2007년 8월 8일 어촌정주어항으로 지정하여 관리하고 있다. 시설관리자는 여수시장이다.

## 어항 구역
- 수역: 북위 34°46′12″, 동경 127°44′56″의 지점에서 N60°E방향으로 120m점과 이 점에서 N30°E방향으로 90m점과 이 점에서 N60°W방향으로 145m점과 이 점에서 S30°W방향으로 90m점과 이 점에서 N60°W방향으로 육지부를 연결하는 선을 따라 형성된 공유수면[1]

## 어항 시설
- 방파제 190m, 선착장 81m

## 기본 계획
- 방파제 190m, 선착장 48m, 물양장 55m, 호안 63m, 방사제 70m[1]

## 정비 계획
- 선착장 -33m, 물양장 55m, 호안 63m, 방사제 70m[2]

## 주요 어종
- 꽃게, 바다메기